# Facultad de Psicología (Universidad de la República)
La Facultad de Psicología es una institución pública, la cual forma parte de las dieciséis facultades de la Universidad de la República. Su casa de estudios se encuentra en el Cordón de Montevideo. 

## Historia
El 15 de marzo de 1994 el Consejo Directivo Central de la Universidad de la República aprueba, por unanimidad, la creación de la Facultad de Psicología. 
En sus inicios funcionaba en donde se encontraba la entonces Licenciatura en Ciencias de la Comunicación de la Universidad de la República, José Leguizamón 3666, en el barrio del Buceo. 
En el año 2000 la Facultad de Psicología se traslada a su edificio actual, ubicado en la calle Tristán Narvaja 1674, entre Uruguay y Paysandú, que anteriormente había pertenecido al Colegio Niño Jesús de Praga (desde 1935 hasta 1974), y a la Facultad de Ciencias (desde 1980 hasta el 2000). 

### Antecedentes
La historia de la psicología como disciplina en el Uruguay pasa por una serie de cambios, reformas de plan, cambios de carrera y sus edificios. En el año 1948 se comienza a dictar el curso de psicología infantil en la Escuela de Tecnología Médica de la Facultad de Medicina de la Universidad de la República, fundada por el doctor Julio Marcos en 1947. A partir de 1950 comienzan a dictarse los cursos de psicología aplicada a la infancia, destinados a resolver los problemas psicosomáticos de la infancia. Estos cursos irán tomando importancia y formalizándose cada vez más a la vez que la organización en la que estuvieron insertos se fue modificando. Siempre dependiendo de la Facultad de Medicina, estos cursos estuvieron bajo la órbita de la sección Auxiliares del Médico denominada a partir de 1965 como Escuela de Colaboradores del Médico y en 1978 pasará a hacerlo como la ETM.
Paralelamente, en el año 1951 comienza a funcionar el Instituto de Psicología en la Facultad de Humanidades y Ciencias, en el edificio del Hotel Nacional. Su plan de estudios constaba de tres ciclos curriculares: el ciclo básico (4 años), el ciclo de especialización en 4 áreas (Psicología educacional, social, clínica y psicogisiológica), y el ciclo de doctorado. Por varias razones en 1973 tras el golpe de Estado y durante la dictadura cívico-militar uruguaya, la Universidad es intervenida, por lo que la licenciatura en Psicología fue cerrada y clausurada. Fueron destituidos la mayoría de sus docentes, y fueron perseguidos por el régimen dictatorial muchos de sus estudiantes.
En el período de dictadura en la universidad (años 1973-1984) tuvo varias etapas. En Psicología, en el año 1975 el Ministerio de Educación y Cultura formó la Escuela Universitaria de Psicología (EUP), comenzándose a implementar en el año 1978. Para poder ingresar a la EUP el estudiante debería aprobar una prueba de admisión. El plan de estudios de la EUP proponía la creación de seis áreas temáticas: Psicología General, Psicometría, Psicofisiología, Psicología Antropológica, Psicología aplicada y Biología. La duración del mismo constaba de 4 años.
En 1984 la Escuela Universitaria de Psicología comienza una etapa de transición que llevará a la formación del IPUR. En el año 1984 se propone la unificación de los espacios de formación en Psicología dentro de la UdelaR para avanzar en el fortalecimiento académico de la disciplina y retomar y mejorar el nivel de la formación. Es así que surge la propuesta de trabajar hacia la concreción de un "Centro Único de Formación en Psicología". Finalmente en el año 1996 se concreta la implementación del plan y la estructura para la transformación del IPUR en la actual Facultad de Psicología. En este período también se reglamenta el ejercicio de la profesión por medio de la Ley 17.514

## Estudiantes
| 1988 | 1999 | 2007      | 2012 |
| ---- | ---- | --------- | ---- |
| 3226 | 4131 | 6787/6814 | 7091 |

## Títulos de grado y posgrado
- Licenciado en Psicología
- Especialización en Evaluación Psicológica
- Especialización en Inclusión Social y Educativa
- Especialización en Psicología del Deporte y la Actividad Física.[4]
- Especialización en Psicología en Servicios de Salud
- Diplomatura en Psicogerontología
- Maestría en Psicología Clínica
- Maestría en Psicología Social
- Maestría en Psicología y Educación
- Maestría en Ciencias Cognitivas
- Maestría en Derechos de Infancia y Políticas Públicas
- Doctorado en Psicología

La Facultad cuenta además con una nutrida agenda de cursos de formación permanente y de posgrado.
En el año 2013 se puso en marcha la tercera edición de las Maestrías en Psicología Social y Psicología Clínica y la cuarta edición de las Maestrías en Derechos de Infancia y Políticas Públicas y de Psicología en Educación. Esta oferta de Posgrados, totalmente gratuita, ha posibilitado la participación a más de 500 maestrandos provenientes de diferentes servicios de la UdelaR y otros países latinoamericanos.
En la sesión del 12 de agosto de 2014, el Consejo Directivo Central (CDC) de la Universidad de la República aprobó el Programa de Doctorado de la Facultad de Psicología.[cita requerida]

## Áreas académicas

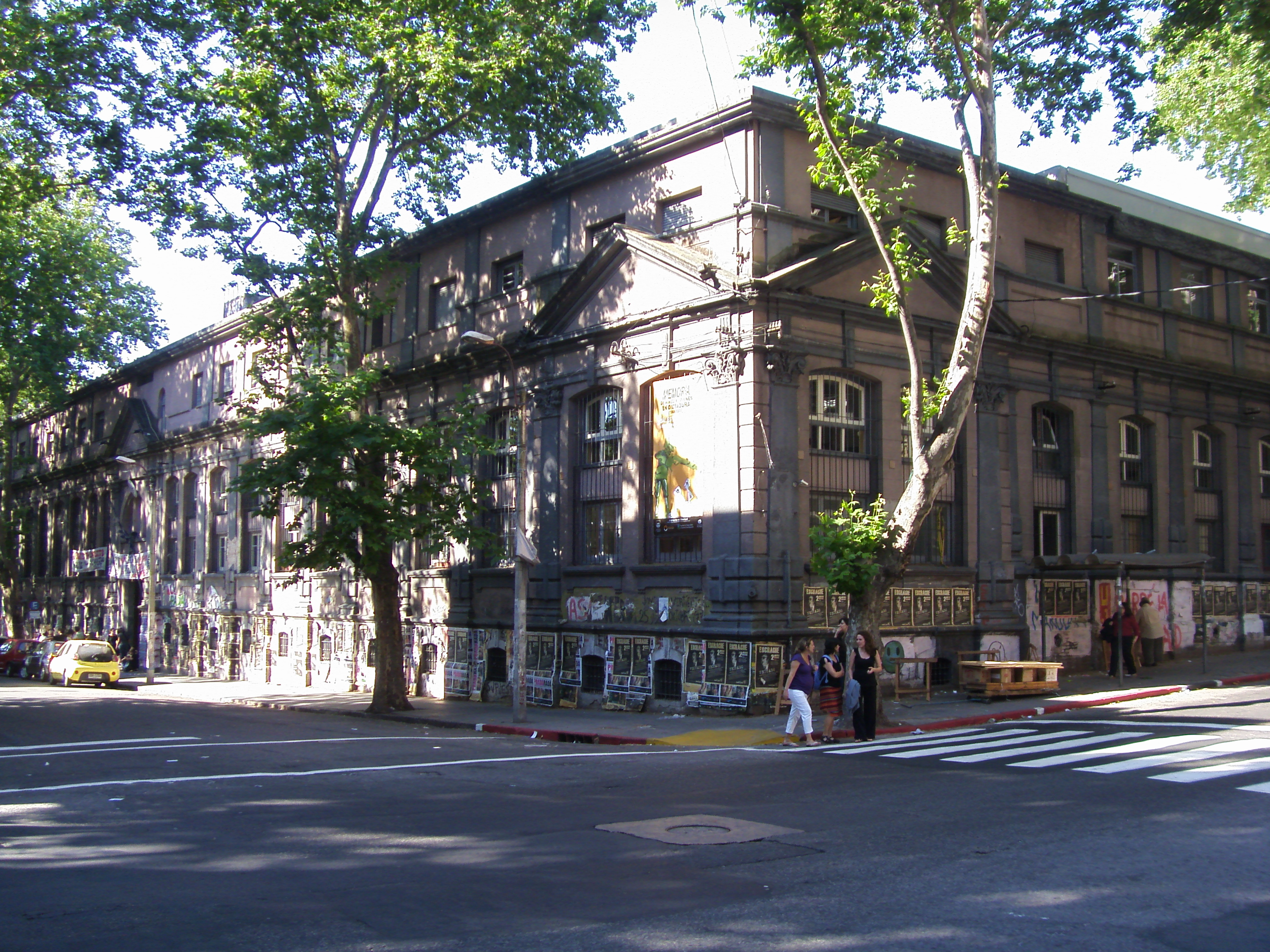
Casa se Estudios de la Facultad de Psicología en 2010

El área académica de la facultad se divide en cinco institutos:
- Instituto de Psicología, Educación y Desarrollo Humano
- Instituto de Fundamentos y métodos en Psicología
- Instituto de Psicología de la Salud
- Instituto de Psicología Clínica
- Instituto de Psicología Social

Además, la Facultad de Psicología responde a las necesidades y demandas sociales, siempre cambiantes, con una oferta investigadora diversificada y flexible, que apuesta por la creatividad y que da apoyo a grupos emergentes e interdisciplinarios.
Para ello, cuenta con tres Centros de Investigación abocados a las ramas básicas y aplicadas de la disciplina:
- Centro de Investigación en Psicología Clínica (CIC-P)[5]
- Centro de Investigación Básica en Psicología (CIBPsi)[6]
- Centro de Experimentación e Innovación Social (CEIS),[7] antes llamado CIPSOICO[8]

## Actualidad
Cuenta con un Plan de Estudio, aprobado en 2013, que acompaña el segundo proceso de Reforma de la Universidad de la República y se orienta hacia una mayor articulación y cooperación entre los diferentes Servicios que la componen, con el propósito de generar procesos de formación de alta calidad, acordes a las necesidades sociales y los problemas del país y de la región.
Dicho Plan de Estudio está basado en una concepción pedagógica que da importancia al creciente grado de autonomía del estudiante a lo largo de su formación. Habilita el tránsito flexible, establece espacios y actividades que articulan e integran las funciones universitarias de extensión, investigación y enseñanza, propendiendo a la superación del dualismo teoría práctica y posibilitando una integración entre la formación profesional y la académica.[cita requerida]
Sus estudiantes cuentan con la posibilidad de realizar prácticas a lo largo de la carrera y, algunos, prácticas y residencias en los servicios de la administración de servicios de salud del Estado, localizados en diferentes puntos del país.[cita requerida]
Al mismo tiempo, y para conseguir una formación completa para su alumnado, la Facultad de Psicología trabaja para potenciar el intercambio educativo con otros países a través de numerosos convenios.[cita requerida]
Desde el 2005 la facultad se ha sumado a la descentralización universitaria, promoviendo la consolidación de equipos docentes estables en el Centro Universitario de Paysandú y Centro Universitario Regional del Este. Allí se pueden cursar los Ciclos de Formación Integral y graduación, y el ciclo inicial, respectivamente.

## Decanos
| Decano                         | Período         |
| ------------------------------ | --------------- |
| Prof. Psic. Alejandro Scherzer | (1994-1998)     |
| Prof. Psic Víctor Giorgi       | (1999-2003)     |
| Prof. Psic Víctor Giorgi       | (2003-2005)     |
| Prof. Psic. Sylvia Castro      | (2005-2007)     |
| Prof. Psic. Luis Leopold       | (2007-2015)     |
| Prof. Dr. María José Bagnato   | (2015-2019)     |
| Prof. Mag. Enrico Irrazábal    | (2019-presente) |